# The Parts
The Parts  — дебютний альбом українського музичного гурту Tvorchi, реліз якого відбувся у 2018 році.

## Передумови
Гурт Tvorchi створили студенти фармацевтичного факультету Тернопільського національного медичного університету імені І. Я. Горбачевського — Андрій Гуцуляк та Джеффрі Кенні. Познайомились музиканти на вулиці. Андрій підійшов і хлопнув Джефрі по плечах, хотів таким чином випробувати знання своєї англійської. Знайомство двох друзів перетворилось у співпрацю в галузі музичного мистецтва, де Гуцуляк став музичним продюсером, а Кенні — вокалістом. 30 травня 2017 року вийшов перший синґл під назвою «Slow», а 4 вересня — «You».  
Дебютний альбом «The Parts» побачив світ 2 лютого 2018 року. 

## Список композицій[4]
Автор слів Джеффрі Кенні, автор музики Андрій Гуцуляк. 
| #   | Назва             | Тривалість |
| --- | ----------------- | ---------- |
| 1.  | «The One»         | 2:51       |
| 2.  | «What U Mean»     | 3:01       |
| 3.  | «Dive»            | 3:31       |
| 4.  | «Beautiful»       | 3:56       |
| 5.  | «The Parts»       | 3:04       |
| 6.  | «I Can_t Believe» | 2:58       |
| 7.  | «Сьогодні»        | 2:50       |
| 8.  | «Earthquake»      | 2:55       |
| 9.  | «Harmony»         | 3:13       |
| 10. | «В Моїх Думках»   | 3:20       |
| 11. | «Trip»            | 2:46       |
| 12. | «More»            | 2:45       |
| 13. | «Молодість»       | 3:08       |

## Музичні відео
| Рік  | Назва       | Альбом    | Режисер         |
| ---- | ----------- | --------- | --------------- |
| 2018 | «Молодість» | The Parts | Морріс Терневіч |